# Versainville
Versainville település Franciaországban, Calvados megyében. Lakosainak száma 508 fő (2022. január 1.). Versainville Aubigny, Damblainville, Épaney, Eraines, Falaise és Saint-Pierre-Canivet községekkel határos.

## Népesség
A település népessége az elmúlt években az alábbi módon változott:
| Lakosok száma | 274  | 274  | 328  | 401  | 420  | 453  | 469  | 500  | 498  | 508  |
|               | 1968 | 1982 | 1990 | 2006 | 2013 | 2015 | 2017 | 2019 | 2020 | 2022 |